# HHH (banda)
HHH (Harina de Huesos Humanos) fue un grupo español de hardcore punk de Bañolas (Cataluña, España), formado en 1985 y disuelto en 1993. Practicantes de un hardcore sumamente acelerado, al principio con influencias del D-beat escandinavo, pero después cada vez más tendente al thrash y thrashcore, fueron uno de los grupos más importantes del hardcore español de los años 1980 y comienzos de los años 1990, con reputación internacional.
El trío se prodigó en forma de varios grupos paralelos, en los que los mismos miembros presentaban proyectos alternativos al hardcore de H.H.H.: en primer lugar, el grupo Overthhhrow, creado a finales de la década de 1980 para dar rienda suelta a las tendencias más thrash y crossover del grupo, y más tarde el grupo Rouse (1991-1993), creado con vistas a practicar un hardcore melódico.

## Historia
El grupo HHH, siglas que en un principio significaban «Harina de Huesos Humanos» (referencia a una atrocidad ideada por los nazis) o, según otras versiones, «Hardcore Hasta la Histeria», lo formaron tres jóvenes de Bañolas, Àlex Montiel (bajo y voz), Marc (guitarra) y Koki (batería), hermano de Marc, en 1985, después de seguir durante varios años la escena punk y hardcore internacional, actividad que, antes de la creación del grupo, ya había conducido al trío a la creación de un fanzine, llamado Lecturas. El nombre de este fanzine (con la A mayúscula rodeada de un círculo), así como su logo, parodiaban el nombre de la famosa revista del corazón española.
Al comienzo carecían de bajista, el guitarrista tocaba con sólo dos cuerdas y la batería consistía en botes de gasolina y cajas de detergente. No obstante esta precariedad, o tal vez por ella, a los ocho meses de haber comenzado como grupo, grabaron, aún en 1985, su primera maqueta, titulada Sin identidad, que incluye 21 acelerados temas próximos al estilo D-beat escandinavo de grupos como Anti Cimex, Rattus o Terveet Kädet. Según el mismo grupo ha relatado (en las notas a la recopilación del año 2000), Koki tocaba por segunda vez en su vida una batería real durante las sesiones de grabación (la primera fue dos meses antes al telonear a los holandeses Frites Modern en Barcelona). 
Después de buscar un bajista en vano, finalmente Álex se hizo cargo del instrumento, con lo que el sonido del grupo ganó solidez, a la vez que se aceleraba más y se alejaba de la influencia de los grupos escandinavos. En 1986 grabaron el EP Intelectual Punks y, siguiendo el modelo de L'Odi Social y GRB, que habían prensado sus EP en Italia, HHH optaron por editarlo en Alemania con el sello Dissonance Records. El disco incluía nueve temas, si bien en las sesiones se grabaron varios más, que en principio debían salir en una recopilación del sello alemán que nunca llegó a editarse. Tan sólo uno de los temas, «Jim», apareció, ya en 1989, en la recopilación antisexista Exclusion del sello belga Nabate.
Después del primer EP, hubo un intento fallido de grabar un LP, que no tuvo continuidad debido al hecho de que el grupo se centró en ese momento en el proyecto paralelo Overthhhrow, que consistía en realidad en los mismos miembros pero practicando thrash metal y crossover y con Koki tomando el papel de vocalista.
En primavera de 1990, HHH graban por fin su primer LP, A por ellos, que son muchos y están super cachas!, título que parodia el del exitoso álbum en directo de Loquillo y los Trogloditas. Para entonces, Koki se hace cargo de las voces y la batería, como en Overthhhrow, lo que permitía a Álex más movimiento en el escenario y mayor concentración en el instrumento; en el disco, el grupo ha ganado en técnica y en velocidad. El álbum lo editó el sello Potencial Hardcore y les ganó una entusiasta reseña en la revista americana Maximum RocknRoll, donde se leía: «He visto a Dios... ¡y es español!» (I’ve seen God… and he’s Spanish!).
En agosto de 1991 vuelven a los estudios para grabar Homo homini lupus, un LP compartido con el grupo Vitu's Dance. Inmediatamente después grabaron la primera maqueta de Rouse, de nuevo un proyecto paralelo con los mismos miembros, esta vez con orientación hacia el hardcore melódico. La carrera paralela de Rouse (que publicaron un LP en 1993, al que posteriormente se añadieron varios discos póstumos) seguiría hasta la disolución de HHH, que tuvo lugar después de su último concierto en julio de 1993 en Barcelona, junto a 24 Ideas.
En el libreto que acompañaba a la recopilación en doble CD del año 2000, el guitarrista Marc informaba de que en ese momento Álex residía en San Sebastián trabajando como cocinero en su propio restaurante y también tocando punk y hardcore (a mediados de los años 2000, en el grupo 25th Coming Fire); Koki era un profesor de enseñanza secundaria y Marc había estado trabajando en distribución de material hardcore.

## Discografía
- Casete Sin identidad (grabada en 1985; autoeditada, 1986). 21 temas.
- «Dr. Moreau» en el LP recopilatorio We don't need no nuclear force (Alemania, Mülleimer Records 015, 1986).
- EP Intelectual punks (Alemania, Dissonance Records, 1986, 1988). 9 temas.
- «Jim» en el LP recopilatorio Exclusion (Bélgica, Nabate, 1989).
- LP A por ellos... que son muchos y están super cachas!! (Potencial Hardcore - Fobia, 1990). 27 temas.
- Split LP HHH / Vitu's Dance: Homo homini lupus (Fobia, 1991). Incluye 14 temas de HHH.
- CD Homo homini lupus (Rumble, 1998). Reedición del material de 1991 con un tema extra («Pesadilla»).
- 2 CD Complete discography 1985-1993 (Boisleve - Ratbone - 625, 2000). Publicación conjunta de dos sellos franceses y uno de San Francisco. Reúne todo el material de estudio, incluyendo temas inéditos, y actuaciones en vivo en Bañolas (1992) y Anoeta (1990).
- 2 CD Discografía completa (BCore - Rumble, BC 156, 2008). Edición en digipack.

### Rouse
- LP Deep Wound (Rumble Records RR 04, 1993; grabado en agosto de 1992)
- EP It's funny (Rumble RR 011, 1996) 6 temas, de la maqueta grabada en agosto de 1991.
- EP Does Rouse suck? (Rumble RR 15, 1996) 5 temas, de la maqueta de 1991.
- «Insectocracy» en el CD recopilatorio El ataque de la gente N.O.T. (Punch Records, 1996)
- Varios temas en el recopilatorio CD Hardcore latino, vol. 1 (Fragment Records, 1999). Temas de la maqueta de 1991.
- 12” EP Deep inside (Reino Unido, Shortfuse Records 010, 2004). Maqueta de 1991 completa.
- CD Discography (Rumble RR 22, 2005). Discografía completa.

### OvertHHHrow
- Split CD Overthhhrow / What Happens Next?: Livin' La Vida Loca! (Soulforce Records, 2000). 15 temas, grabados en 1989.
- LP Demo 89 (Trashtocat, 2010). Incluye los 15 temas del CD con WHN? además de siete temas inéditos en directo, grabados en Bañolas, Barcelona y Elorrio. Incluye fanzine de 20 páginas con entrevista inédita a Koki. 500 copias.
- LP Carobs, fodder and Schadenfreude (Trashtocat, 2010). Incluye 23 temas inéditos de diferentes ensayos instrumentales de la banda, grabados entre 1990 y 1991. En el rescate de los temas Koki puso voz en los estudios Ultramarinos, donde todo el material se masterizó. Incluye fanzine de 20 páginas con entrevista inédita a Koki, fotos y todas las letras del grupo. 500 copias.

## Enlaces
- HHH en Kill From The Heart Consultado el 8 de junio de 2008.
- HHH en MySpace Consultado el 8 de junio de 2008.
- Entrevista a HHH en el fanzine Reptilzine, ca. 1991 Consultado el 8 de junio de 2008.
- Web de Rouse Consultado el 8 de junio de 2008.
- Web de 25th Coming Fire en MySpace Consultado el 8 de junio de 2008.
- Información sobre el doble CD de BCore Consultado el 8 de junio de 2008.
- Reseña del doble CD de BCore en Absolutzine Consultado el 8 de junio de 2008.
- Discografía de Rouse en discogs.com. Enlace consultado el 28 de abril de 2009.
- Descarga Discografía Completa (Piratear & Difundir)

- Datos: Q9001739